# Абу аль-Хасан аль-Хашеми аль-Кураши
Абу́ аль-Ха́сан аль-Хашеми́ аль-Кураши́ (араб. أبو الحسن الهاشمي القرشي‎; 31 января 1980, Рава — 15 октября 2022, Джасим) — третий халиф Исламского государства с 10 марта по 30 ноября 2022 года.

## Личность
Абу аль-Хасан был его куньей. Аль-Хашеми и аль-Кураши указывают, что он принадлежал к клану Бану Хашим племени курайшитов.
В марте 2022 года Al Ain News сообщило, что настоящее имя аль-Кураши — Зайд, он гражданин Ирака и бывший эмир Дивана образования. В отчёте Совета Безопасности Организации Объединённых Наций (СБ ООН) от мая 2022 года это было расширено, в нём утверждалось, что наиболее вероятным кандидатом в отношении его настоящей личности был гражданин Ирака по имени Баша́р Хатта́б Газа́ль ас-Сумайдаи́, также известный как Хаджи Зайд, заявляет:

Личность Абу аль-Хасана ещё не установлена, но широко обсуждалась среди государств-членов, причём наиболее вероятным кандидатом назывался гражданин Ирака Башар Хаттаб Газаль ас-Сумайдаи. Некоторые государства-члены предположили, что ас-Сумайдаи был арестован в Турции недалеко от Стамбула в мае; другие утверждают, что он остаётся на свободе. ИГ пока не прокомментировало.
Президент Турции Реджеп Тайип Эрдоган подтвердил это после ареста, заявив, что ас-Сумайдаи действовал как высшая фигура в Исламском государстве после смерти бывшего халифа Абу Ибрагима аль-Хашеми аль-Кураши. Однако ИГ никогда не называло своего халифа ас-Сумайдаи и отрицало, что он был заключён в тюрьму.
Есть и другие теории относительно его личности. По словам двух неназванных сотрудников службы безопасности Ирака, настоящее имя аль-Кураши было Джума Аввад аль-Бадри, и он был старшим братом бывшего лидера ИГ Абу Бакра аль-Багдади. В исследовании иракского историка Хишама аль-Хашеми, опубликованном в 2020 году, говорится, что аль-Бадри был главой Совета Шуры, состоящего из пяти человек.
Источники, связанные с ИГ, сообщили, что Абу аль-Хасан на самом деле был лидером Исламского государства Абдуррахманом аль-Ираки (Сайф Багдад), родившимся в Раве, Ирак, и убитым в середине октября 2022 года в городе Джасим в провинции Даръа, Сирия. Позже выяснилось, что настоящее имя при рождении Абу аль-Хасана/Абдуррахмана аль-Ираки было Нур Карим аль-Мутни.

## Биография
Родился 31 января 1980 года в Раве, Ирак.
В некоторых дополнительных подробностях о его жизни говорится, что в 2005 году его брат и семеро его родственников были похищены и убиты шиитским ополчением «Волчья бригада» в Адхамии, Багдад. Он сражался с войсками Соединённых Штатов во время иракского повстанческого движения и в какой-то момент был заключён в тюрьму.
После освобождения Нур Карим снова взялся за старое и незамедлительно примкнул к своим товарищам по террористическому подполью.
Указывается, что Абу аль-Хасан был человеком, близким к Абу Мусабу аз-Заркави, и двум другим видным лидерам террористов Абу Анасу аш-Шами и Масийре аль-Гарийбу, и обучался у них религиозным знаниям.
Второй раз Нур Карим, он же Абу аль-Хасан был арестован уже во времена ИГИ ас-Сахвой в Рамади, и пробыл в заключении порядка года.
Известно что потом будущий халиф ИГ оказался в багдадской ячейке снова вместе со своим другом Манафом ар-Рави, уже вали (губернатором) Багдада, и принял самое деятельное участие в подготовке и реализации известных багдадских терактов 2009—2010 г, отвечая за логистику и снабжение дислоцированных в Багдаде боевиков. Судя по всему, в этих делах он добился немалых успехов и авторитета, за что и получил прозвище Сайф Багдад, Меч Багдада.
В 2014 году был переведён в Абу-Камаль для организации ячеек ИГ на территории Сирии, работал сотрудником Амнийя (службы безопасности ИГ) на территории Хасаки, в после был переведён в юго-западную часть страны, где активно участвовал в создании вилаята Дамаск, а так же Джейш Халид ибн аль-Валид в сельской местности Даръа. Так же был причастен к убийству ряда командиров Ахрар аш-Шам, ХТШ и ССА. Позднее он был назначен главой департамента Амнийя на юге Сирии и руководил рейдами против армии режима Асада в пустыне сельской местности Дамаска и в бассейне Ярмук. А некоторое время спустя стал главой Амнийя в Сирии.
Впрочем деятельность его не ограничивалась Ираком и Сирией. По имеющейся информации, по распоряжению Абу Бакра аль-Багдади был послом в филиалах ИГ в Афганистане, на Филиппинах, в Ливии и западной Африке.
Следующий лидер ИГ Абу Ибрагим аль-Хашеми аль-Кураши назначил Абу аль-Хасана заниматься обучением боевиков ИГ и созданием структур, которые были бы ответственны за действия в Ливане, Палестине и непосредственно за борьбу с Израилем, чем он и занимался, пребывая на юге Сирии. Позднее Нур Карим был назначен вали Сирии и эмиром Совета Шуры.
В 2022 году он прибыл в провинцию Даръа, где возглавлял ячейки ИГ, занимавшиеся убийствами «примирившихся» лидеров повстанцев.
14 августа 2022 года «примирившиеся» повстанцы в Тафасе смогли задержать сирийского члена Совета Шуры ИГ, чьи признания указывали на присутствие видных лидеров ИГ, в том числе Абу Абдуррахмана аль-Ираки (который оказался «халифом»), в Яссеме. Говорят, что информация от этого арестованного члена Шуры в конечном итоге привела к кончине Абу аль-Хасана. В декабре сообщалось, что тело Абу аль-Хасана было передано США «примирившимися» повстанцами.

## Смерть
30 ноября 2022 года Исламское государство объявило, что Абу аль-Хасан был убит во время боя. В тот же день эту новость подтвердил представитель ИГ Абу Умар аль-Мухаджир. Центральное командование США подтвердило, что Абу аль-Хасан покончил с собой, взорвав жилет смертника во время операции, проведённой бывшими повстанцами Свободной сирийской армии, которые в середине октября присоединились к правительственным силам в провинции Даръа.

### Правопреемство
Его сменил Абу аль-Хусейн аль-Хусейни аль-Кураши на посту четвёртого халифа Исламского государства.